# Émile Bréhier
Émile Bréhier, född den 12 april 1876 i Bar-le-Duc, död den 3 februari 1952 i Paris, var en fransk filosof och historiker.
Bréhier var professor vid Sorbonne och skrev monografierna Chrysippe (1910) och Schelling (1912). År 1927 grundade han Revue d'historie de la philosophie.